# Artur Pleißner
Artur Pleißner (* 10. Februar 1872 in Rippien, Sächsische Schweiz; † 3. Oktober 1952 in Radeburg) war ein sächsischer Zeitungschefredakteur und Autor.

## Leben und Wirken
Artur Pleißner kam aus einer jüdischen Familie, sein Vater war Sanitätsrat. Er besuchte das Königliche Gymnasium in Dresden-Neustadt bis 1890 und studierte danach Jura in Leipzig und Jena. 1898 promovierte er zum Dr. jur. in Leipzig.
Ab 1899 war er  Chefredakteur und Herausgeber mehrerer Zeitungen, darunter des Generalanzeigers für Leipzig und Umgebung (1902–1904). Seit 1905 gab er die Halbmonatsschrift Deutscher Kampf heraus, in der er sehr polemisch  verschiedenste Persönlichkeiten und Verhältnisse attackierte.
Nachdem er deshalb mehrmals  zu Geldstrafen verurteilt worden war, veröffentlichten die beiden führenden Leipziger Zeitungen 1909 einen Artikel über ihn, in dem sie die Leser aufforderten, seine Publikationen nicht mehr zu kaufen. 1910 musste er deshalb das Erscheinen des Deutschen Kampfes einstellen. Eine Schadensersatzklage gegen die Zeitungen verlor er in dritter Instanz vor dem Reichsgericht 1915.
Artur Pleißner wurde 1909 im Zusammenhang mit der Aufklärung von Morden in Leipzig wegen Hausfriedensbruchs und Freiheitsberaubung angeklagt.
Seit 1910 führte er den Deutschen Literatur-Verlag in Dresden und wohnte zeitweise in Klein-Zschachwitz (bis etwa 1914). In den folgenden Jahren war er auch als Hypothekenverkäufer tätig und veröffentlichte weitere Bücher.

## Publikationen (Auswahl)
Artur Pleißner veröffentlichte mehrere Schriften, von denen
einige humoristisch oder polemisch waren.
Autor
- Robert Forster, Drama, 1892
- Alkohol! Weiber!, Leipzig [1897]
- Schlußakkorde, Novellenzyklus, 1897
- Das Modell ohne Kopf, Novelle, 1898, 3. Auflage 1901
- Vor los! Eine moderne Studentennovelle, Leipzig 1899, Neudruck 2011
- Der Fall Schülke. Ein Beitrag zur Geschichte moderner Gründungen, Leipzig 1899[4]
- Der Talisman, Novelle, 1900
- Lex Heinze. Protestnovellen, 1900
- Kommandierende Generäle? Der Roman eines Zeitungsschreibers, Leipzig 1904

- Was ich der Oeffentlichkeit über den derzeitigen Dramaturgen des Leipziger Stadttheaters Hrn. Dr. Ludwig Weber zunächst einmal zu sagen habe , 1906
- Millionen-Brand, Roman, 1909

- Aus Österreich. Kriegslieder, München [1915]; als Arthur Rutra
- Russensturm, Kamönen-Verlag, Wien, Leipzig 1915
- Der große Baal von Mompitz. Ein Roman der Neu-Reichen, Deutscher Literatur-Verlag, Dresden, 1925 Digitalisat

- Los von Gott? Eine Zeitfrage, neu herausgegeben von Oswald Erich Bischoff, Deutscher Literatur-Verlag, Dresden, 5. Auflage 1936

Nachdichtungen
- Adam Mickiewicz, Sonette aus der Krim, München 1919, Nachdichtungen und Vorwort, als Arthur Ernst Rutra